# Харитонов, Олег Иванович
Оле́г Ива́нович Харито́нов (род. 8 февраля 1988 или 2 августа 1988, Южное, Одесская область) — украинский и российский гребец-байдарочник, в период 2009—2012 выступал за сборную Украины, начиная с 2013 года является членом сборной России. Дважды серебряный призёр чемпионатов мира, чемпион Европы, многократный победитель национальных и молодёжных регат. На соревнованиях представляет Москву, мастер спорта международного класса.

## Биография
Олег Харитонов родился 2 августа 1988 года в городе Южный, Одесская область. Активно заниматься греблей начал в раннем детстве, проходил подготовку на местной гребной базе, тренировался в южненском физкультурно-спортивном комплексе «Химик». Первого серьёзного успеха добился в 2009 году, когда попал в основной состав сборной Украины и побывал на чемпионате Европы в немецком Бранденбурге, откуда привёз медаль золотого достоинства, выигранную среди байдарок-одиночек на дистанции 200 метров. Позже в той же дисциплине боролся за победу на чемпионате мира в канадском Дартмуте, был близок к первому месту, однако на финише уступил лидерство титулованному немцу Рональду Рауэ. Пытался пройти отбор на летние Олимпийские игры 2012 года в Лондон, но в квалификационной гонке в Познани занял лишь четвёртое место и не получил, таким образом, олимпийскую лицензию.
В 2013 году Харитонов переехал в Москву и начал выступать за сборную России. Уже в дебютном сезоне он пробился в основной состав и отправился на чемпионат мира в немецкий Дуйсбург, где вместе с такими гребцами как Юрий Постригай, Максим Молочков и Александр Дьяченко выиграл серебряную медаль в эстафете 4 × 200 м, уступив лидерство лишь команде из Польши. Также, будучи студентом Московской академии экономики и права, выступил на летней Универсиаде в Казани — на своей любимой дистанции 200 метров взял бронзу в одиночках и золото в четвёрках. За эти достижения по итогам сезона удостоен звания мастера спорта России международного класса. В 2014 году остаётся членом основного состава сборной, в частности, отобрался на первенство мира в Москве.
Состоит в Московском среднем специальном училище олимпийского резерва № 2, готовится к соревнованиям у тренера В. Г. Соколенко. С 2013 года женат на российской байдарочнице Анастасии Сергеевой, многократной призёрше первенств Европы и мира.